# 菰樽

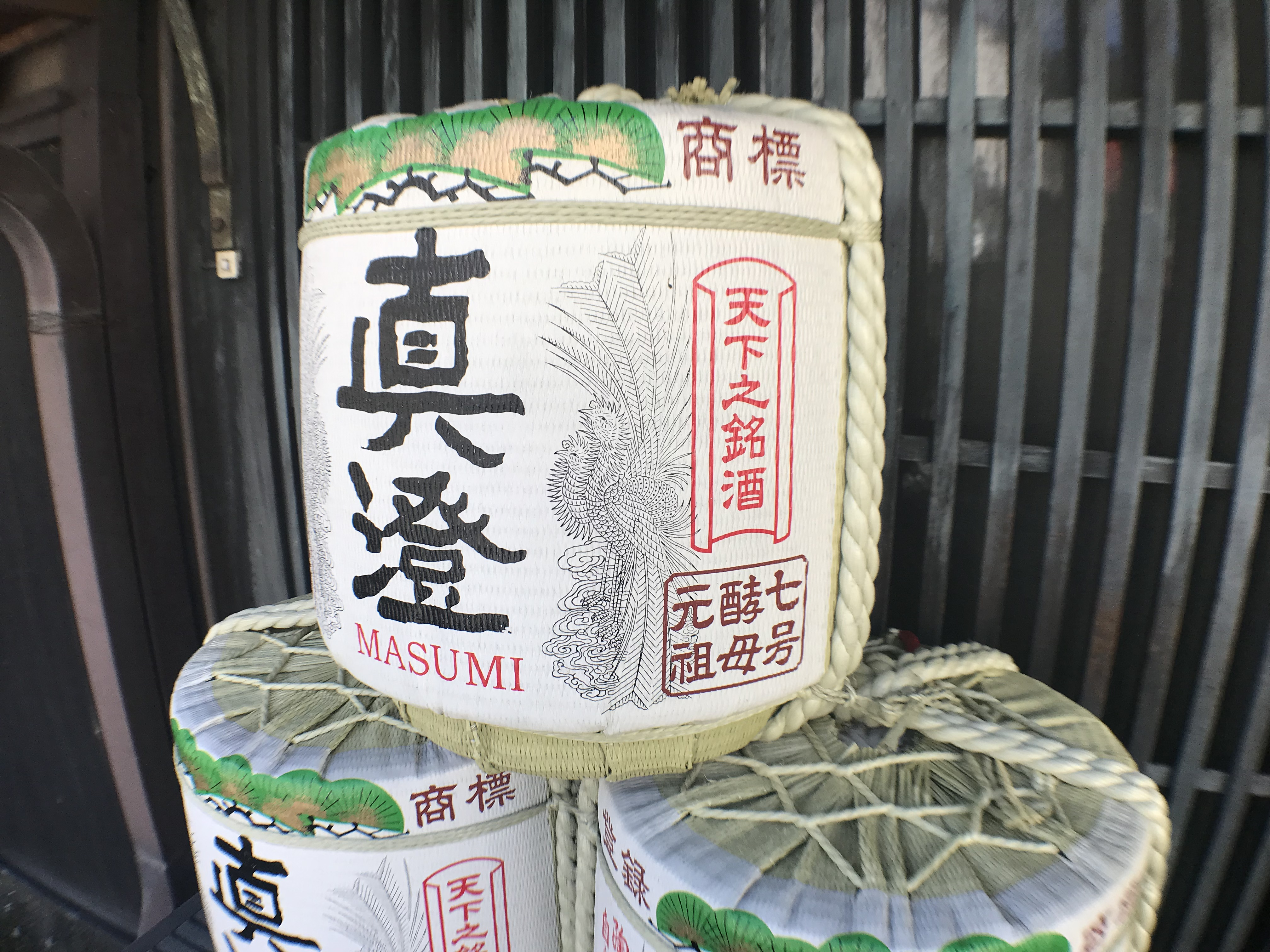
真澄（宮坂醸造）の菰樽

菰樽（こもだる）は、日本酒の酒樽を竹の箍（たが）で締めて、藁などで作った菰（こも）を被せた物。

## 概要

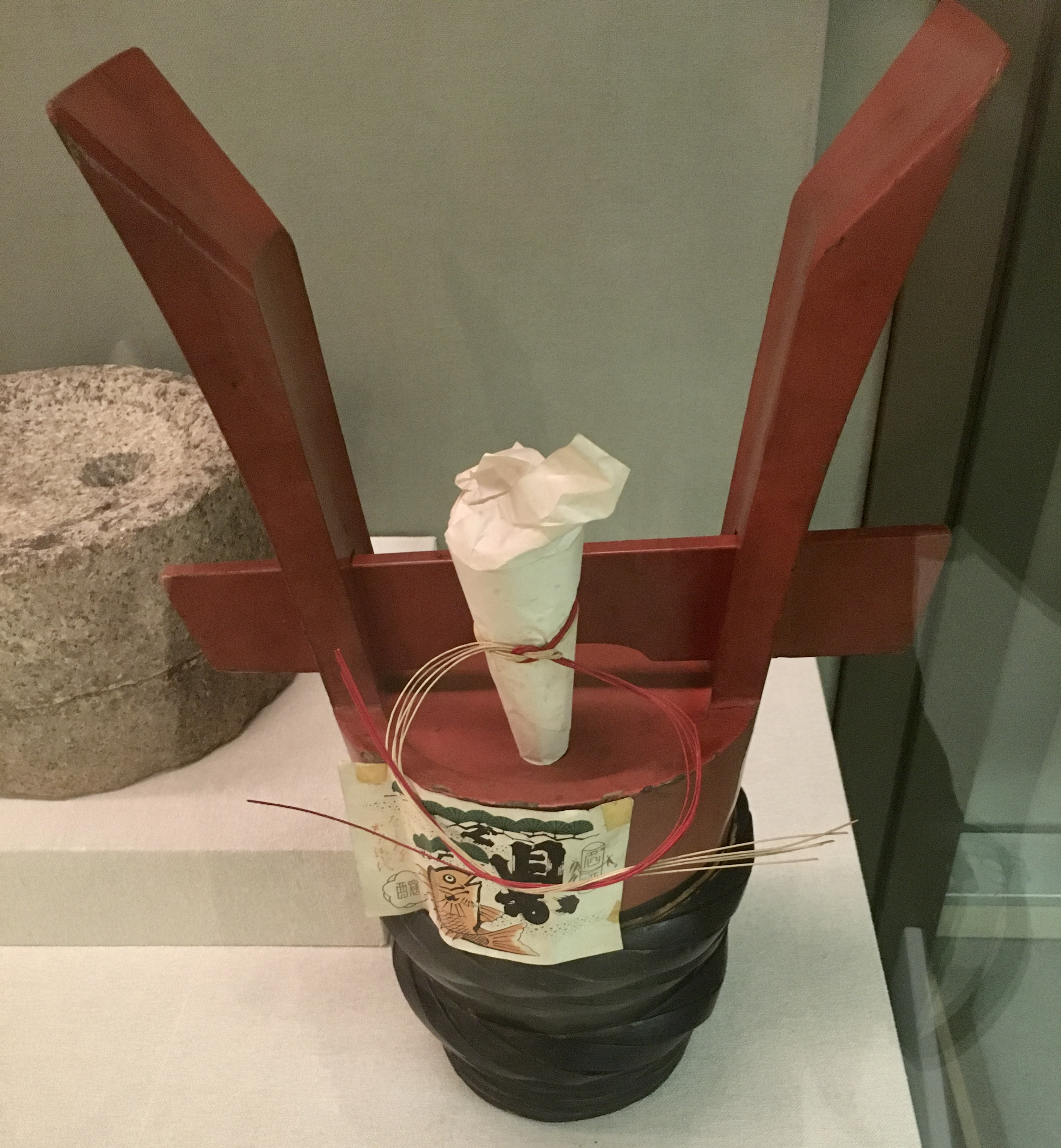
角樽の例
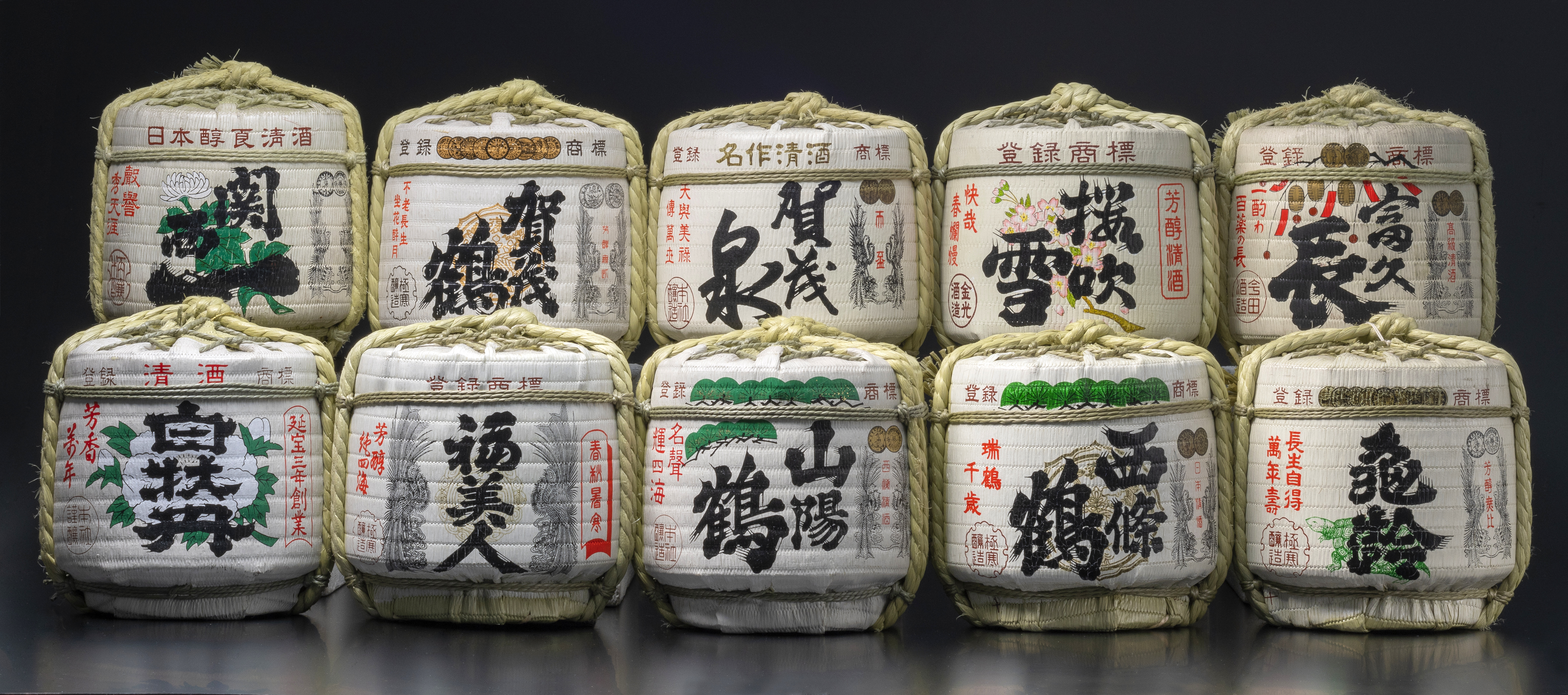
菰樽の例

祝宴の席などで、蓋を木槌で割って開封する鏡開き（鏡抜き）に用いられる。
角樽（つのだる）、飾樽（かざりだる）と同様に祝儀に贈る酒樽で、祝樽（いわいだる）と総称される。
祝樽
角樽
円筒形の上部に長い把手が出ている。全体は朱や黒漆で塗られる。
取り扱い（持ち運び）の便利さと形観が用途とされる。
菰樽
大家族や大宴会に贈られた。近年では陶製や瓶詰に取って代わられている。
飾樽
店舗の開店、開業や、興行開始時の劇場前などに多数重ねる用途とされる。
装飾用であり、空になっている。酒樽に用いる杉材が高価ということもあり、古くなった醤油樽や味噌樽に菰を巻いて作ることもある。
- 角樽の例
- 菰樽の例

## 歴史
酒樽の輸送には馬を使った陸路で行われていたが、江戸時代になると船による海路で運ぶようになった。それに伴い、酒樽は二斗樽から四斗樽へと大型化する。船での輸送の際に酒樽が壊れないように菰を巻いた菰冠樽（こもかぶりたる）が始まりとされる。菰には他の酒樽の銘柄との区別のため、蔵元の商標の焼き付けなどが行われるようになり、これを印菰（しるしこも）と呼んだ。

## 製造手順の例
製造手順の例を以下に記す。
菰つくり
1. 藁を織って、樽を包む菰を作る。
2. 印菰の印刷を行う。かつては版画による多色刷りや、焼印を用いていた。

縄つくり
1. 藁を編んで縄を作る。

荷造り
1. 樽に菰を巻く。
2. 綴じ縄で菰を筒状に綴じる。
3. 樽の蓋のほうに口縄をかけ、周囲から閉じる。
4. 樽の底のほうに尻縄をかけ、周囲から閉じる。
5. 樽の蓋のほうを編みこむ（口がかり縄）。
6. 樽の側面に菰の上から横繩をかける。

荷造りを行う職人を荷師（にし）と呼ぶ。熟練の荷師は1つを10分ほどで仕上げる。
今日では、藁くずが床に落ちるのを嫌がる顧客の要望や、上質な藁が入手し難くなったこと、製造の手間の軽減もあって、ナイロンやポリエステルを用いることもある。その一方で、伝統的な藁の使用にこだわる企業もある。
一斗、四斗の樽は杉を用いるが、五升以下の容量は陶器を使うほうが多い。プラスチック容器を用いることもあるが、この場合は入れる日本酒に予め木香を付けることもある。

## 現代
昭和40年代までは祝儀の贈答品といえば日本酒が定番であり祝樽の需要も大きかったが、昭和50年代後半ごろから日本国内の日本酒需要が減少するのに合わせて祝樽の需要も減少。2022年時点で菰樽を製造する企業は日本に3社を残すのみで、最大手は岸本吉二商店（兵庫県尼崎市）である。
岸本吉二商店社長は異業種交流会で出会った別の経営者から「日本酒が売れないなら他の物を祝樽に入れれば良い」というアイデアをもらい、新商品の開発に着手する。それまでの菰樽は4斗（72リットル）サイズであり、これに日本酒を入れると10万円になろうかというサイズであった。サイズを小さくし、蓋も再利用可能なようマグネット式にし、樽の中のプラスチック製容器にジュース、ワイン、菓子など好きなものを入れることが出来る「ミニ鏡開きセット」を開発した。ミニ鏡開きセットは5000円から7000円の販売価格で、販売開始とともに誕生日やホームパーティーなどの盛り上げ役として人気を博した。